# Tunduru
Tunduru  este un oraș  în  partea de sud a Tanzaniei, în Regiunea Ruvuma. La recensământul din 2002 înregistra 24.512 locuitori.